# الرونة (المخادر)

تعديل مصدري - تعديل

الرونة محلة تابعة لقرية الريد، التابعة لعزلة بني سرحة بمديرية المخادر إحدى مديريات محافظة إب في الجمهورية اليمنية، بلغ تعداد سكانها 73 حسب تعداد اليمن لعام 2004.